# Filosofia especulativa da história

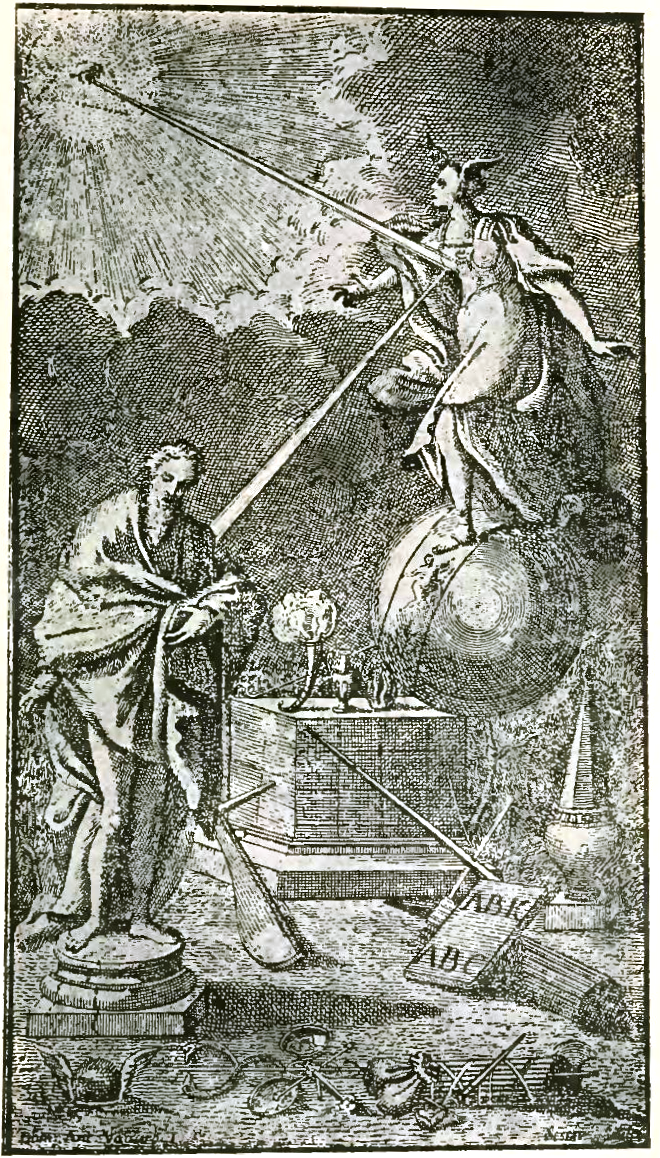
Frontispício da Scienza Nuova de Giambattista Vico, que a acompanha desde a primeira edição em 1725. A gravura foi feita por Domenico Antonio Vaccaro com orientações do próprio filósofo, que vislumbrava na imagem uma introdução geral para a Scienza Nuova.

A Filosofia especulativa da história é uma subdivisão da filosofia da história proposta inicialmente por William Walsh no seu livro Philosophy of History An Introduction (1968), e surge como uma divisão mais abrangente dentro do campo da filosofia da história. A divisão da filosofia da história por Walsh leva em conta a divisão já existente entre filosofia da ciência e filosofia da natureza. Segundo Walsh, a filosofia especulativa da história seria análoga à filosofia da natureza, ou seja, suas perguntas e respostas investigam o objeto da história como algo em si, tendo caráter metafísico por se ater a causas e buscar um sentido na história. Em contrapartida, para Walsh, a filosofia analítica da história pesquisaria sobre os instrumentos e os modos como o homem acessam esse conhecimento da história, seria um estudo da historiografia.
A filosofia especulativa da história, geralmente, está ligada à filosofia produzida do século XVIII até o século XIX. Ela recebe esse nome pelas suas bases metafísicas, pois respondia perguntas que buscavam um sentido para a História, sua causa, a possível repetição de eventos, e a tratava como o acúmulo de todos os feitos humanos ao longo do tempo. Vico, Herder, Kant, Hegel, são os principais autores dessa área e, via de regra, se dedicaram a encontrar o que seria a causa do processo histórico, enxergando as ações e os feitos humanos ao longo do tempo como consequências de uma motivação maior e subjacente, compartilhada por todos os homens. Entretanto, também podemos interpretar a divisão entre filosofia da história especulativa e analítica não como conceitos históricos, como pensa Walsh, restritas a seus tempos e autores. Há a possibilidade de enxergar essas divisões como categorias históricas, sendo critérios de pensamentos que podem ser aplicadas no filósofo e no historiador em questão independente de seu tempo, sendo possível encontrar ambas as facetas em um mesmo autor.

## Temas principais
A natureza humana é uma das discussões na filosofia especulativa da história mais presente uma vez que investigar a natureza dos fenômenos históricos é também buscar pela natureza dos agentes ou participantes desse evento, ou seja, o homem. Vico e Herder são os filósofos da história que se dedicaram mais intensamente a esse tema. Outro tema amplamente abordado dentro da filosofia especulativa da história é a teleologia, ou seja, qual a finalidade da história, qual o seu propósito. Os autores como Heidegger, Kant e Marx discordaram amplamente sobre esse tema. Karl Lowith em O sentido da história recupera essa característica da filosofia especulativa da história de buscar um intuito subjacente na história.